# إسفند (دلغان)
إسفند (بالفارسية: اسفند) هي قرية تقع في سيستان وبلوتشستان في إيران. يقدر عدد سكانها بـ 2,469 نسمة .